# Torfmoorhölle

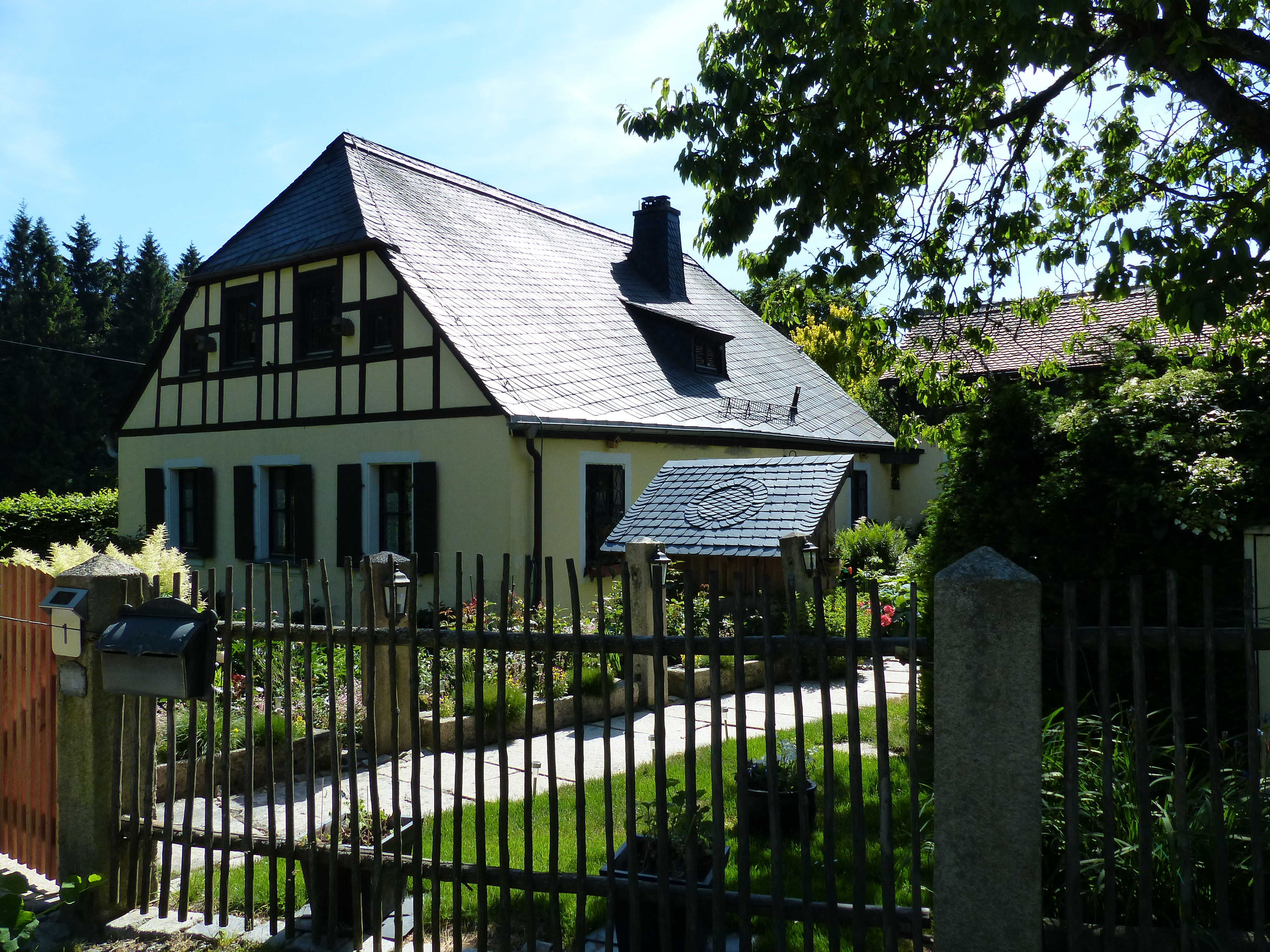
Ortsansicht

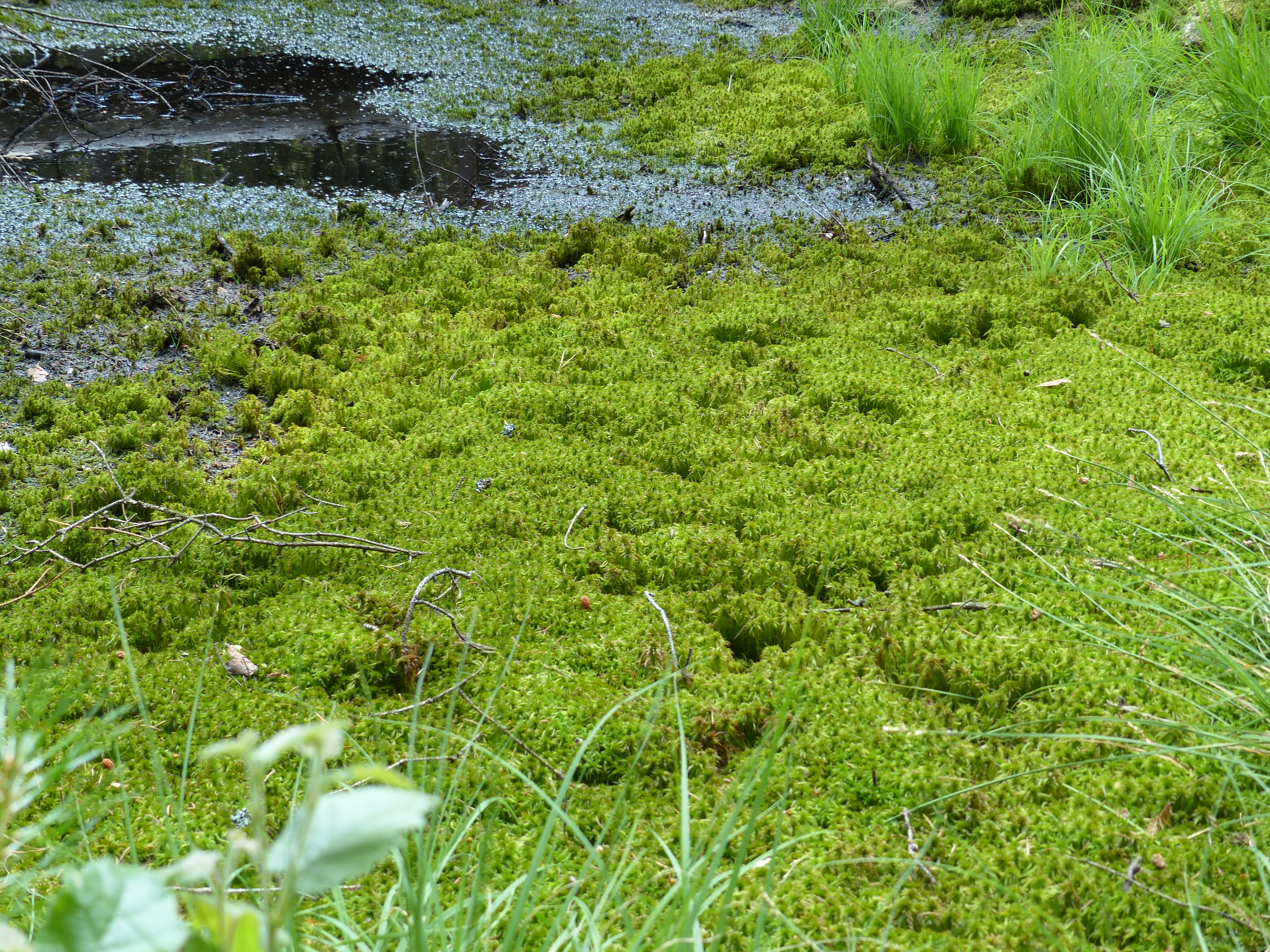
Moorgebiet

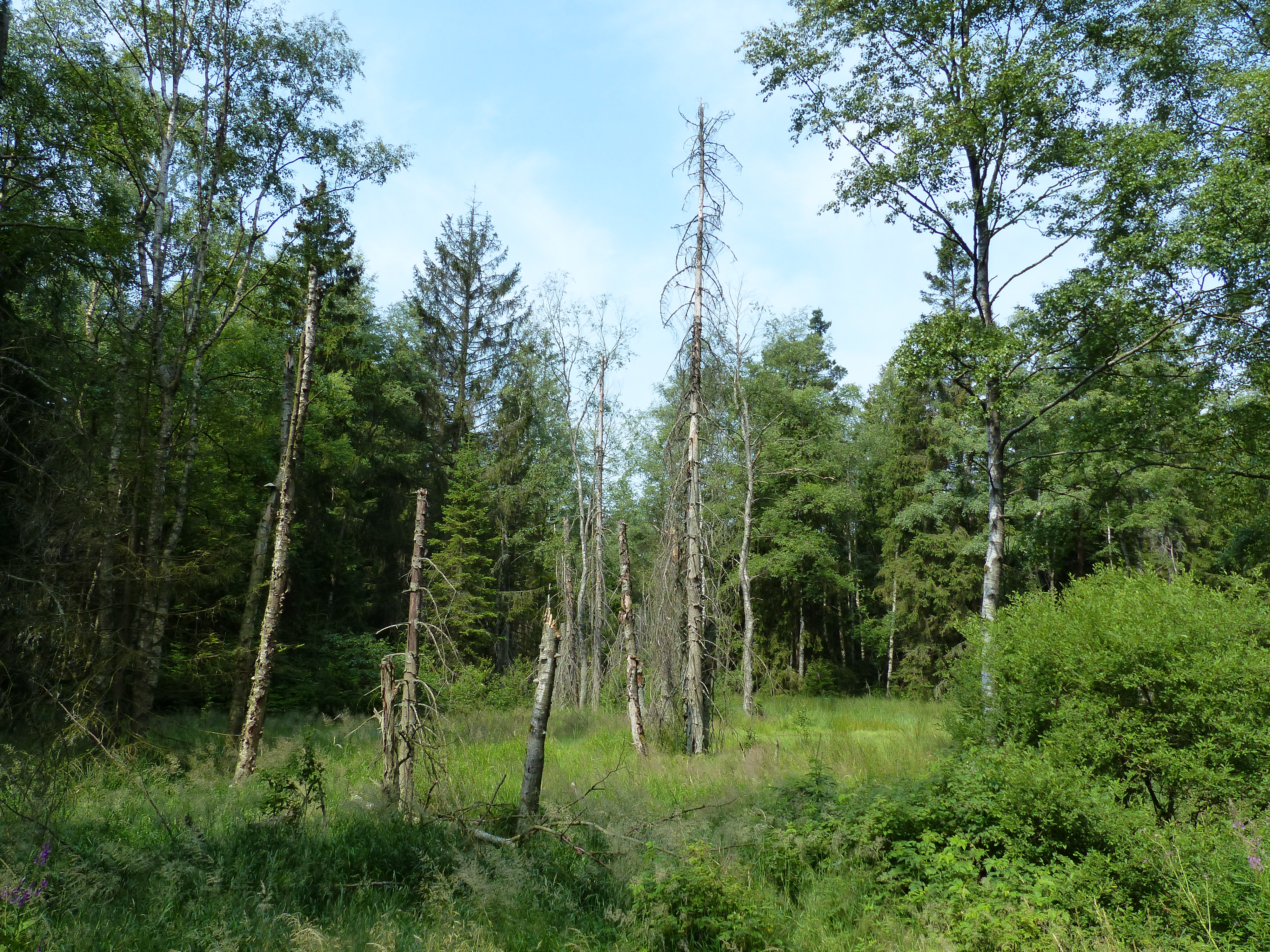
Absterbende Bäume im Moor

Torfmoorhölle ist ein Gemeindeteil der Stadt Bad Weißenstadt im oberfränkischen Landkreis Wunsiedel im Fichtelgebirge in Bayern.
Der Weiler befindet sich ca. fünf Kilometer westlich der Stadt an der Staatsstraße 2180 nach Gefrees am Höllpass, südlich befindet sich das 124 Hektar große Waldgebiet mit einem ehemaligen Hochmoor, das weitgehend entwässert wurde.

## Siedlung an historischer Straße
Über den Höllpass führte bereits im Mittelalter in West-Ost-Richtung eine Heer- und Handelsstraße, die den fränkischen mit dem böhmischen Raum verband. Sie verlief nicht auf der Trasse der jetzigen Staatsstraße, sondern etwas nördlich davon am Hang. Das Geleitrecht hatte um 1500 der Amtmann zu Weißenstadt. 805 soll Karl der Große mit einem Kriegsheer vom Maingebiet kommend über den Höllpass in das Egergebiet vorgedrungen sein.

## Name Torfmoorhölle
Im Landbuch der Sechsämter gibt es den Hinweis auf die „theretn loe“ und den „Steig durch die Hell“. Dies ist zunächst ein Hinweis auf die Teerschwelerei für die Herstellung von Schmierstoffen und Dichtmaterial aus Pech (Harz). Die unwirtliche Gegend war schon damals ein ausgedehntes Moor- und Sumpfgebiet, das wie in anderen Gegenden mundartlich als „Hell“ (Hölle) bezeichnet wurde. Das Moorgebiet und der Torfabbau sowie der Weg durch die „Hölle“ sorgten für den heutigen Namen.

## Torfgewinnung
Das Moorgebiet mit einer Fläche von 18 Hektar wurde zur Torfgewinnung für Brennzwecke genutzt. Bergmeister Alexander von Humboldt beschrieb 1792 das Torfmoor mit der Bezeichnung „Therichte Lohe ohnfern Weißenstadt“ und empfahl, den vortrefflichen Wurzeltorf abzubauen. 1804 entstand ein Torfmeisterhaus mit Schlafstellen für entfernt wohnende Torfarbeiter, 1852 errichtete die Forstverwaltung Trockenhäuser und es kam zum Einsatz einer Dampfmaschine. Abnehmer der Torfziegel waren bis 1875 Bayreuther Industriebetriebe und Hammerwerke der Umgebung. 1945–1947 waren 40 Personen mit der Torfstecherei im Handbetrieb beschäftigt.

## Trinkwassergewinnung
In der Torfmoorhölle gewinnt die Stadt Hof einen Teil ihres Trinkwassers. Jährlich werden durch Tiefbrunnen und in weiteren Sammlern bis zu zwei Milliarden Liter Wasser entnommen, in eine Aufbereitungsanlage gepumpt und in einer 45 km langen Rohrleitung mit natürlichem Gefälle nach Hof befördert.

## Programm Natura 2000
Im Rahmen des Naturschutzprogramms Natura 2000 wurden 2006 nach einer fachmännischen Bestandsaufnahme durch einen Managementplan Maßnahmen ergriffen, die den Hochmoorkomplex sichern und als Lebensraum für seltene Pflanzen und Tiere erhalten sollen. Zu den in der Torfmoorhölle gefundenen Tier- und Pflanzenarten gehören Spirke, Kiefer, Moorbirke, Rauschbeere, Moosbeere, Moor-Wiesenwachtelweizen, Moose, Sonnentau; Schwarzstorch, Luchs, Kreuzotter.